# 가쿠엔마에역 (홋카이도)
가쿠엔마에역(일본어: 学園前駅)은 일본 홋카이도 삿포로시 도요히라구에 위치한 삿포로 시영 지하철의 역이다.
역명은 학교 법인 홋카이 학원이 운영하는 홋카이 가쿠엔 대학, 홋카이 고등학교, 홋카이 가쿠엔 삿포로 고등학교(구, 삿포로 상업 고등 학교), 홋카이 상과 대학, 홋카이 가쿠엔 대학 법과 대학원에 인접하고 있기 때문에 붙여졌다. 삿포로 시영 지하철에서는 유일하게 학교와 지하철 출입구에서 직결되는 역이다.

## 역 구조
1면 2선의 섬식 승강장이다. 개찰구는 북쪽 개찰구와 남쪽 개찰구의 2곳으로 나뉘는데, 이 중에서 남쪽 개찰구인 3번 출입구를 통해서 홋카이 가쿠엔 대학과 직결된다.
국도 제453호선(히라기시 대로)의 하부에 있고, 출입구는 이 도로변을 따라 당초 3곳이였으나, 홋카이 상과 대학의 건물 완공에 맞추어 이와 연결되는 4번 출입구가 완성되었기 때문에 현재는 총 4곳이다. 지상의 엘리베이터는 2・3・4번 출입구에 설치되어 있다. 또한, 3번 출입구만 상하 양방향으로의 에스컬레이터가 설치되어 있다.

### 타는 곳
| 1 | 도호 선 | 미소노・후쿠즈미 방면           |
| 2 | 도호 선 | 오도리・삿포로・사카에마치 방면 |

## 이용 현황
삿포로 시 교통국의 조사에 따르면 2015년도 1일 평균 승차 인원은 9,982명이다.
평소 학생들의 이용자가 많은 관계로 아침에는 홋카이 학원으로 통하는 남쪽 개찰구와 3번 출입구가 붐빈다. 홋카이 가쿠엔 대학은 야간부(2부)도 있기 때문에 저녁에서 밤 시간대에도 학생들의 왕래가 많다.
최근 1일 평균 승차 인원의 추이는 다음과 같다.
| 연도 | 1일 평균 승차 인원 |
| ---- | ------------------ |
| 2003 | 7,873              |
| 2004 | 7,909              |
| 2005 | 8,199              |
| 2006 | 8,495              |
| 2007 | 8,627              |
| 2008 | 8,888              |
| 2009 | 8,733              |
| 2010 | 8,851              |
| 2011 | 8,807              |
| 2012 | 9,177              |
| 2013 | 9,497              |
| 2014 | 9,772              |
| 2015 | 9,982              |

## 역 주변
역과 마주보는 히라기시 대로 서쪽에 홋카이 가쿠엔 대학, 홋카이 고등학교, 홋카이 가쿠엔 삿포로 고등학교의 세 개 학교는 동일 부지 내에 있다. 주변은 중층 건물이 많은 주택지에서 상점이 즐비하고 있다. 2006년에는, 히라기시 대로 동쪽에 홋카이 상과 대학의 교사가 완성되었다.
- 국도 제453호선・국도 제36호선
- 도요히라 경찰서 토요히라 파출소
- 도요히라 도시 센터
- 도요히라바시 우체국
- 도요히라로쿠 우체국
- 홋카이도 은행 도요히라 지점
- 호쿠리쿠 은행 도요히라 지점
- 홋카이 가쿠엔 대학
- 홋카이 고등학교
- 홋카이 가쿠엔 삿포로 고등학교
- 홋카이 상과 대학
- 이케가미 가쿠엔 고등학교 가쿠엔마에 캠퍼스
- 이케가미 가쿠엔 글로벌 아카데미 전문학교
- 삿포로 시립 아사히 초등학교
- 삿포로 시립 도요히라 초등학교
- 삿포로 국제 유스 호스텔
- 삿포로 시 하수도청사
- 도코 스토어 도요히라점
- 홋카이도 중앙버스 "도요히라3조 4초메" 정류장 (국도 제36호선 도로변)

## 역사
- 1994년 10월 14일: 호스이스스키노 ~ 후쿠즈미 역간 개통에 따라 영업 개시.
- 2016년 11월 3일: 스크린도어 사용 개시.

## 사진

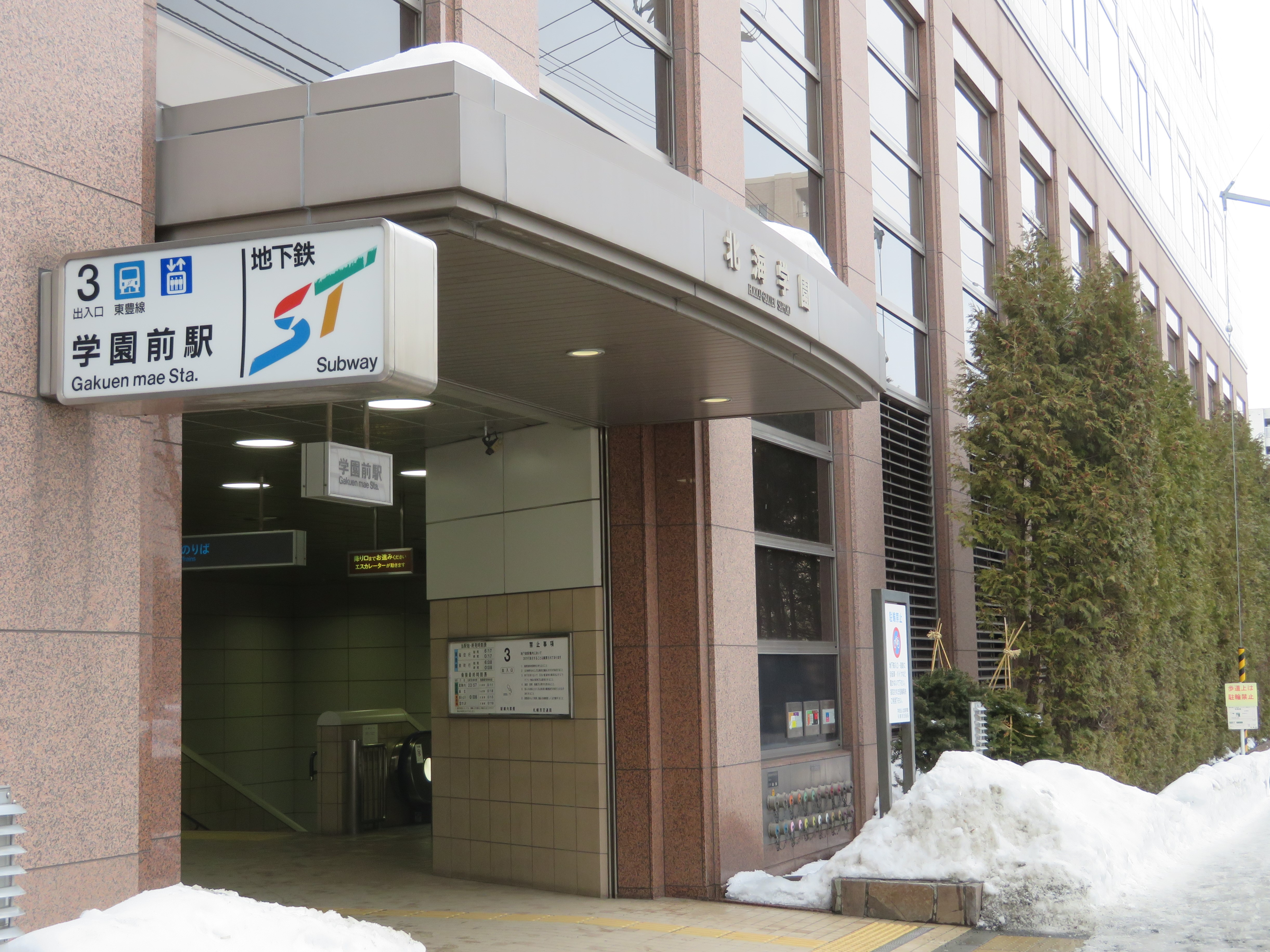
북쪽 개찰구

## 인접역
| 삿포로 시 교통국 지하철 도호 선    | 삿포로 시 교통국 지하철 도호 선 | 삿포로 시 교통국 지하철 도호 선 |
| ---------------------------------- | ------------------------------- | ------------------------------- |
| H09 호스이스스키노 사카에마치 방면 | ● 도호 선                       | H11 도요히라코엔 후쿠즈미 방면  |